# Sisyrinchium littorale
Sisyrinchium littorale là một loài thực vật có hoa trong họ Diên vĩ. Loài này được Greene miêu tả khoa học đầu tiên năm 1899.